# Antoni Abat
Antoni Abat, també conegut com sant Antoni el Gran, sant Antoni del porquet o sant Antoni dels ases (Memfis, 250 – Kolzim, 17 de gener de 356) va ser un anacoreta i sant d'origen egipci. Va néixer en el si d'una família apoderada. En quedar-se orfe de ben jove va repartir la seva fortuna entre les persones més necessitades i va iniciar una vida d'ermità. El 270, es retirà al desert, on passà la major part de la seva vida.
Entre les seves gestes més conegudes, són molt anomenades les seves lluites contra les temptacions diabòliques, així com la visita que feu a sant Pau l'ermità. A l’alta edat mitjana, es va fundar, sota la seva invocació, l’orde religiós dels Canonges Regulars de Sant Antoni o Antonians, una congregació especialitzada en la curació de malalties contagioses.
Sant Antoni es representa com un ancià amb barba, vestit amb roba de sac i amb caputxa, i amb una campana, un porquet, un bàcul amb forma de tau i el foc sagrat, en al·lusió a l'ergotisme que curaven els antonians. Tant a Orient com a Occident, el sant gaudeix de molta popularitat. Així, als Països Catalans diverses esglésies i capelles honoren el seu nom. Se'l considera patró dels animals, dels pagesos i dels traginers. Així, el 17 de gener, dia de la seva festa, se celebra amb la benedicció del bestiar i la cavalcada dels Tres Tombs.